# Turkizacija
Turkizacija ili turčenje (turski:Türkleştirme) je proces kulturne i nacionalne asimilacije neturskog življa od strane Turaka ili općenito Turkijskih naroda. Ono se sastoji u preuzimanju bitnih obilježja tur(kij)ske nacije, kao što su tursko ime, turski jezik. Kako su tijekom povijesti Osmanskog carstva brojni narodi Balkana primili i islamsku vjeroispovijest pojam "turčenje" se nerijetko koristi kao sinonim za islamizaciju. Kako neki narodi balkana većinski muslimanske vjeroispovijesti imaju često pozitivniji stav prema osmanskoj prošlosti od svojih susjeda druge vjere, izraz "turčenje" se koristi za simpatiziranje Turske i Osmanskog carstva.